# Thioschwefelsäure
Die Thioschwefelsäure ist eine Sauerstoffsäure des Schwefels bzw. eine Thiosäure der Schwefelsäure, die sich formal von der Schwefelsäure ableitet, wobei ein Sauerstoffatom durch ein Schwefelatom ersetzt wird.

## Darstellung
Die Darstellung der wasserfreien Säure kann durch Umsetzung von Schwefelwasserstoff (H2S) mit Schwefeltrioxid (SO3) in Diethylether bei −20 °C erfolgen. Ab einer Temperatur von −10 °C zerfällt Thioschwefelsäure wieder in H2S und SO3. Ohne Ether entsteht dagegen das ebenfalls leicht zersetzliche Lewis-Addukt H2S·SO3.

## Eigenschaften
Thioschwefelsäure liegt in der SH-Form vor.
Die tautomere Struktur mit einer Doppelbindung zwischen den Schwefelatomen ist um 41 kJ/mol energiereicher.
Die beiden Schwefelatome haben eine mittlere Oxidationszahl von +2. H2S−1S+5O3

## Salze der Thioschwefelsäure
Die Salze der Thioschwefelsäure, die Thiosulfate, sind in Wasser beständig. Sie können durch Kochen von Sulfitlösungen mit Schwefel gemäß folgender Gleichung hergestellt werden:
{\displaystyle \mathrm {S_{8}+8\ Na_{2}SO_{3}\longrightarrow 8\ Na_{2}S_{2}O_{3}} }
Angesäuerte Thiosulfatlösungen zersetzen sich unter Schwefelabscheidung:
{\textstyle \mathrm {HS_{2}O_{3}^{-}+H^{+}\longrightarrow H_{2}O+SO_{2}+S} }
In der Photographie hat Natriumthiosulfat praktische Bedeutung als Fixiersalz. Thiosulfationen wirken reduzierend. In Bleichereien wird es zur Entfernung von Chlor aus chlorgebleichtem Gewebe benutzt.
Die quantitative Reaktion mit Iod zu Tetrathionat-Ionen S4O62− wird in der analytischen Chemie (Iodometrie) verwendet.